# Tourniquet (canción de Marilyn Manson)
«Tourniquet» es una canción interpretada por la banda estadounidense Marilyn Manson (banda). Fue lanzado como el segundo sencillo del segundo álbum de Manson, Antichrist Superstar. El sencillo se estrenó el 8 de septiembre de 1997. Al igual que muchas canciones de Marilyn Manson de los tres primeros discos, la letra de esta canción fue previamente un poema que Manson había escrito con anterioridad a la formación de la banda. En los primeros segundos de la canción, se puede escuchar de forma invertida: "Este es mi punto más vulnerable" ("This is my lowest point of vulnerability"). En su libro "La larga huida del infierno", Manson afirma que al momento de registrar esa grabación estaba en el estudio, llorando bajo la influencia de cocaína: "Mientras estaba sentado solo en el cuarto de control del estudio, toqué las mezclas que habíamos grabado de Tourniquet, una canción inspirada por una de mis muchas pesadillas apocalípticas. Pensaba que estaba escuchándola para tratar de determinar si debía ser grabada de nuevo, pero en realidad estaba tratando de encontrarme a mí mismo en la canción, para ver si podía encontrar alguna pista, alguna respuesta, alguna solución, alguna salida del desastre en que se habían convertido mi vida y mi carrera. La escuché una y otra vez hasta que me volví insensible a ella, sin poder decir más si la canción era buena o mala, o incluso si era mía o de alguien más. Aturdido, levanté el micrófono que estaba conectado a la computadora, comenzando a sentir una de las pérdidas de conocimiento que había estado experimentando más frecuentemente. Muy lenta y firmemente tamborileé la mesa con mi mano izquierda como si estuviera pidiendo ayuda por un telégrafo y susurré al micrófono: ’Este... es... mi... punto... más... vulnerable...’ cambié la grabación de dirección, para que quedara al revés, y la añadí al inicio de la canción, una llamada de auxilio que nadie podía oír excepto yo".

## Carátulas del álbum
Carátula frontal: Sale la cara de Manson con el pelo atrás, una mariposa le tapa el ojo derecho y atrás sale la pared del video. El título sale con el círculo y una cruz, en el centro dice Marilyn Manson y abajo en letra manuscrita Tourniquet.
Carátula de atrás: Salen los integrantes de Marilyn Manson en forma del video de Tourniquet:
- Marilyn Manson - La cara de Manson sale con el ojo derecho tapado por la mariposa.
- Twiggy Ramirez - Sale debajo de una mariposa pegada.
- Zim Zum - Se muestra al frente de un insecto verde.
- Madonna Wayne Gacy - Sale con un pelo naranja, una barba negra larga y tiene tapado el ojo derecho con un huevo.
- Ginger Fish - Sale con la cara hacia abajo.

La mayoría de los integrantes tienen una marca en sus caras.
Compact Disc: Es todo negro, del lado izquierdo salen las canciones con números romanos manuscritos, en rojo dice Marilyn Manson en manuscrita, en la parte de la orilla salen otras informaciones (copyright y derechos de autor) y sale al lado de Marilyn Manson , los productores y directores.

## Versiones
- Tourniquet — Aparece en Antichrist Superstar y Lest We Forget: The Best Of.
- The Tourniquet Prosthetic Dance Mix — Aparece en el sencillo "Tourniquet" y en The Nobodies: 2005 Against All Gods Mix.
- The Tourniquet Prosthetic Dance Mix (Edit) — Aparece en el sencillo "Tourniquet", Remix & Repent, y la edición especial de Lest We Forget: The Best Of.
- Tourniquet (Edit)— Aparece en Lest We Forget: The Best Of.
- Tourniquet (Demo)— Publicado por Scott Putesky a través de su página de Soundcloud en 2011 y aparece en Antichrist Final Songs.

## Video musical
El video de "Tourniquet" cuenta con una serie de imágenes grotescas en un ambiente oscuro y surrealista. Se concentra principalmente en torno a un extraño humanoide que, sugerido por la letra, es una creación de Manson, que se mueve con ayuda de unas ruedas. Él cuenta con la ayuda de otro niño-criatura para el cuidado de su creación durante todo el video.